# Вилмар (Минесота)
Вилмар (енгл. Willmar) град је у америчкој савезној држави Минесота.

## Демографија
По попису из 2010. године број становника је 19.610, што је 1.259 (6,9%) становника више него 2000. године.
| Група             | 2000.          | 2010.          |
| Белци             | 14.990 (81,7%) | 14.192 (72,4%) |
| Афроамериканци    | 165 (0,9%)     | 933 (4,8%)     |
| Азијати           | 98 (0,5%)      | 111 (0,6%)     |
| Хиспаноамериканци | 2.911 (15,9%)  | 4.099 (20,9%)  |
| Укупно            | 18.351         | 19.610         |